# Померкі
Померкі (пол. Pomierki, нім. Pomierken) — село в Польщі, у гміні Любава Ілавського повіту Вармінсько-Мазурського воєводства.
Населення — 119 осіб (2011).
У 1975-1998 роках село належало до Ольштинського воєводства.

## Демографія
Демографічна структура станом на 31 березня 2011 року:
|          | Загалом | Допрацездатний вік | Працездатний вік | Постпрацездатний вік |
| -------- | ------- | ------------------ | ---------------- | -------------------- |
| Чоловіки | 59      | 10                 | 46               | 3                    |
| Жінки    | 60      | 18                 | 36               | 6                    |
| Разом    | 119     | 28                 | 82               | 9                    |